# Farid Boudebza
Farid Boudebza, né le 17 janvier 1951 à Jeumont dans le département du Nord, est un footballeur français des années 1970 à 1990 reconverti entraîneur.
Formé à l’US Jeumont, Farida Boudebza intègre l’US Valenciennes-Anzin de 1969 à 1971 avant de passer dix saisons l’Amicale de Lucé de 1971 à 1981.
À la fin de sa carrière de joueur professionnel, Farid Boudebza passe ses diplômes d’éducateur et est entraineur-joueur à l’AS Salbris pendant 27 ans, de 1981 à 2008. Il connaît ensuite quelques courtes expériences sur les bancs du TVEC Sables-d'Olonne pour la saison 2008-2009, de l’AS Gien en 2009, et enfin de 2010 à 2011 au FCO Saint-Jean-de-la-Ruelle. Il fait ensuite partie de diverses commissions au sein de la Ligue Centre-Val de Loire de football. 
Souvent mentionné comme attaquant lors de sa période de joueur sur les sites spécialisés, Farid Boudebza est présenté comme défenseur dans les albums Panini de l'époque,. L'absence de buts inscrits durant sa carrière semble tendre vers ce second poste.

## Biographie

### Enfance et formation dans le Nord
Farid Boudebza naît à Jeumont, dans le Nord, à la frontière belge, en 1951. Il est le fils de Jacqueline Deveen Van Gool Dekinder, née à Bruxelles, et Mohamed Boudebza, né à Constantine.
Il commence le football à l'US Jeumont avant d’intégrer le l'US Valenciennes-Anzin. Le centre de formation n’existe pas et fait partie de la dizaine de joueurs à vivre chez M. Ducarton, notamment avec Dominique Dropsy. Il évolue avec l'équipe réserve en CFA sous les ordres de Léon Desmenez et dispute 23 rencontres en 1969-1970,. En 1970, suite un tournoi international à Calais, gagné en finale face à l’équipe de France junior, l'entraîneur Alberto Muro l'emmène à Ajaccio et le titularise en défense, lors du match comptant pour la 30e journée du championnat disputée sur le terrain de l'AC Ajaccio. Il s'incline avec ses coéquipiers sur le score de trois buts à un.
Il quitte le club nordiste en 1971 pour l'Amicale de Lucé, alors en Division 3.

### Dix saisons à l'Amicale de Lucé
Lorsqu'il rejoint le Loir-et-Cher et Salbris pour son service militaire en 1971, Farid Boudebza souhaite rejoindre un club professionnel de la région. Il signe à l'Amicale de Lucé entraînée par Bernard Chiarelli, alors en Division 3, à 140 km au Nord. 
Dans la nouvelle Division 3, Lucé monte au quatrième rang du groupe Centre. Placé dans la poule Ouest, l'Amicale marque le pas avec deux huitième places en 1973 et 1974. Lors de cette seconde saison, Lucé atteint pour la première fois les 32es de finale de la Coupe de France et l'élimination chez le FC Metz (D1). La D3 1974-1975 se termine à la cinquième place pour l'ALF. 
Boudebza et ses coéquipiers sont promus en Division 2 en 1976 puis, la saison suivante, ils atteignent la 4e position de leur groupe à seulement sept points de la seconde place synonyme de barrage pour la D1. 
Pour la saison 1977-1978, avec André Grillon sur le banc, en Coupe de France l'Amicale joue le FC Nantes, champion de France en titre et alors troisième de D1, comme adversaire en seizième de finale (2-5). En championnat, le club eurélien finit à la huitième place en concédant moins de défaites et de buts que la saison précédente. 
En 1978-1979, l'Amicale et son défenseur signent un nouveau bail en deuxième division avec une onzième place finale.
À l'intersaison, Boudebza voit partir son gardien Patrick Bernhard. La saison 1979-1980 voit l'Amicale terminer premier relégable avec dix-neuf revers en 34 journées et deux fois plus de buts encaissés que marqués (30 pour 62). Le club redescend en troisième division et André Grillon quitte son poste d'entraîneur.
Après une année en troisième division, Farid quitte Lucé.

### Vingt-sept saisons à L'AS Salbris
En 1981, après dix ans en Eure-et-Loir et un retour en D3, Farid Boudebza rejoint l'AS Salbris, club de Division d'honneur régionale, dont il devient l'entraineur-joueur. Il répond à l'appel de Michel Bonneau, ami fait à Salbris depuis son service militaire et dirigeant du club.
La première saison, l'équipe est proche d'être reléguée et l'entraîneur concède « je venais du monde professionnel et mes méthodes n'étaient pas adaptées ». La saison suivante, Salbris monte en Division d'honneur en 1983. Après dix ans en DH, l'ASS accède en 1994 au National 3 et atteint pour la première fois de son histoire les 32e de finale de la Coupe de France la saison suivante, en 1996 où l'équipe s'incline face au Havre AC (D1). Après un retour en Division d'honneur, l'équipe accède au CFA 2 en 2000 où elle reste deux ans. Farid Boudebza reste en poste jusqu'en 2008 où il n'est pas conservé pour raisons financières après que l'équipe soit redescendue en DHR.
Sous la direction de Boudebza, l'équipe première de l'AS Salbris dispute le leadership départemental au SO Romorantin au milieu des années 1990, accède en Division d'honneur, passe six saisons en CFA 2 et connaît plusieurs parcours remarquables Coupe de France.

### Courtes expériences d'entraîneur puis dirigeant
Ayant subi deux relégations, sportive et administrative, en Division d'honneur à l'intersaison, le TVEC Les Sables-d'Olonne vient chercher l'entraîneur salbrisien dans l'urgence fin juillet 2008. Mais le CDI signé alors ne résiste pas à la réalité économique. Il ne reste qu'une saison au club pour des raisons budgétaires. « Ce n'est pas un renvoi, précise le Président sablais, Robert Richard. Il a fait son travail correctement, c'est le moins que l'on puisse dire. Mais pour raison économique, comme tout club de DH, je ne peux pas me permettre d'avoir un entraîneur à plein-temps. Il a été l'homme de la situation ». Boudebza ajoute « Le président m'a dit tout simplement qu'il n'était pas possible de repartir avec le contrat qui était le mien »,,.
Il rejoint en juin 2009 l'AS Gien, club de Division d'honneur régionale, mais est démis de son poste en janvier 2010 en raison de mauvais résultats et de rapports conflictuels avec son président.
Il rebondit de 2009 à 2011 au FCO Saint-Jean-de-la-Ruelle. Au FC Orléans, il connaît un ultime match en DH comme joueur à 59 ans. 
Farid Boudebza s'implique alors auprès de la Ligue du Centre de football au sein de la commission régionale du statut des éducateurs à partir de 2015 puis de la commission des clubs professionnels et nationaux en 2016. Il est aussi dirigeant à l’US Nancay-Neuvy Vouzeron en 2015-2016.
Titulaire du DEF, il lui arrive de donner des conférences aux stagiaires lors de recyclages à Clairefontaine.
En octobre 2016, il devient président de l'Amicale des éducateur du Loir-et-Cher. Médaillé d'or de la Ligue du Centre de football en 2008 récompensant sa longévité, Farid Boudebza reçoit la médaille fédérale d'argent en 2017.

## Statistiques de joueur
Fraid Boudebza participe à une seule rencontres de première division, avec l'US Valenciennes-Anzin. Il prend ensuite part à 115 matchs de Division 2 avec l'Amicale de Lucé et ne marque jamais de buts.
| Saison                | Club                  | Championnat           | Championnat | Championnat | Coupe(s) nationale(s) | Coupe(s) nationale(s) | Total | Total |
| Saison                | Club                  | Division              | M.          | B.          | M.                    | B.                    | M.    | B.    |
| 1969-1970             | US Valenciennes-Anzin | D1                    | 1           | 0           | -                     | -                     | 1     | 0     |
| 1970-1971             | US Valenciennes-Anzin | D1                    | -           | -           | -                     | -                     | 0     | 0     |
| 1971-1972             | Amicale de Lucé       | D3                    | 26          | 0           | -                     | -                     | 26    | 0     |
| 1972-1973             | Amicale de Lucé       | D3                    | -           | -           | -                     | -                     | 0     | 0     |
| 1973-1974             | Amicale de Lucé       | D3                    | -           | -           | 1                     | 0                     | 1     | 0     |
| 1974-1975             | Amicale de Lucé       | D3                    | -           | -           | -                     | -                     | 0     | 0     |
| 1975-1976             | Amicale de Lucé       | D3                    | -           | -           | -                     | -                     | 0     | 0     |
| 1976-1977             | Amicale de Lucé       | D2                    | 23          | 0           | -                     | -                     | 23    | 0     |
| 1977-1978             | Amicale de Lucé       | D2                    | 33          | 0           | 3                     | 0                     | 36    | 0     |
| 1978-1979             | Amicale de Lucé       | D2                    | 29          | 0           | -                     | -                     | 29    | 0     |
| 1979-1980             | Amicale de Lucé       | D2                    | 30          | 0           | -                     | -                     | 30    | 0     |
| 1980-1981             | Amicale de Lucé       | D3                    | 21          | 0           | -                     | -                     | 21    | 0     |
| Total sur la carrière | Total sur la carrière | Total sur la carrière | 163         | 0           | 4                     | 0                     | 167   | 0     |

## Palmarès

### Joueur
- Vainqueur du Championnat de France de Division 3 (groupe Centre) en 1976 avec l'Amicale de Lucé.

### Entraîneur
- Vainqueur de la Coupe du Centre en 2004 avec l'AS Salbris
- Vainqueur de la Coupe du Loir et Cher en 1986 et 1994 avec l'AS Salbris